# Vasco Becker-Weinberg
Vasco Emanuel Vinagre Becker-Weinberg (ur. 21 września 1979 w Lizbonie) – portugalski prawnik, nauczyciel akademicki i polityk, specjalista w zakresie prawa morskiego, poseł do Parlamentu Europejskiego IX kadencji.

## Życiorys
Absolwent prawa na Portugalskim Uniwersytecie Katolickim. Uzyskał magisterium z prawa międzynarodowego na Uniwersytecie Lizbońskim oraz doktorat z prawa morskiego na Uniwersytecie Hamburskim. Pracował w powiązanej z Towarzystwem Maxa Plancka szkole badawczej spraw morskich w Hamburgu. Potem został wykładowcą na Universidade Nova de Lisboa i Universidade Lusófona. Był doradcą sekretarza stanu do spraw morskich, później został prawnikiem w Trybunale Konstytucyjnym.
W 2019 był kandydatem Centrum Demokratycznego i Społecznego – Partii Ludowej do Europarlamentu. Mandat posła do PE IX kadencji uzyskał w marcu 2024, dołączył do frakcji Europejskiej Partii Ludowej.